# Horă

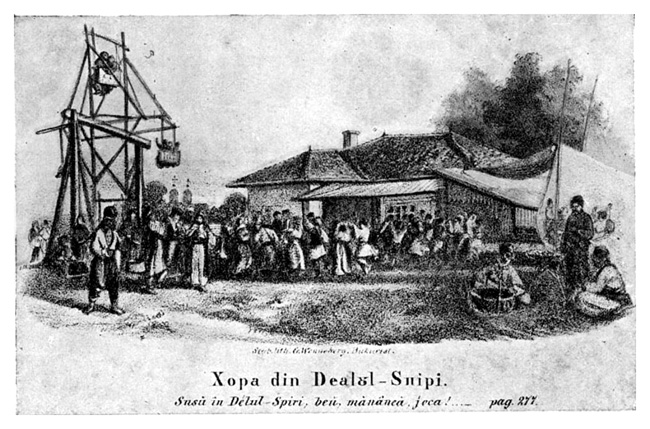
O horă în Dealul Spirii din 1857, lângă un scrânciob

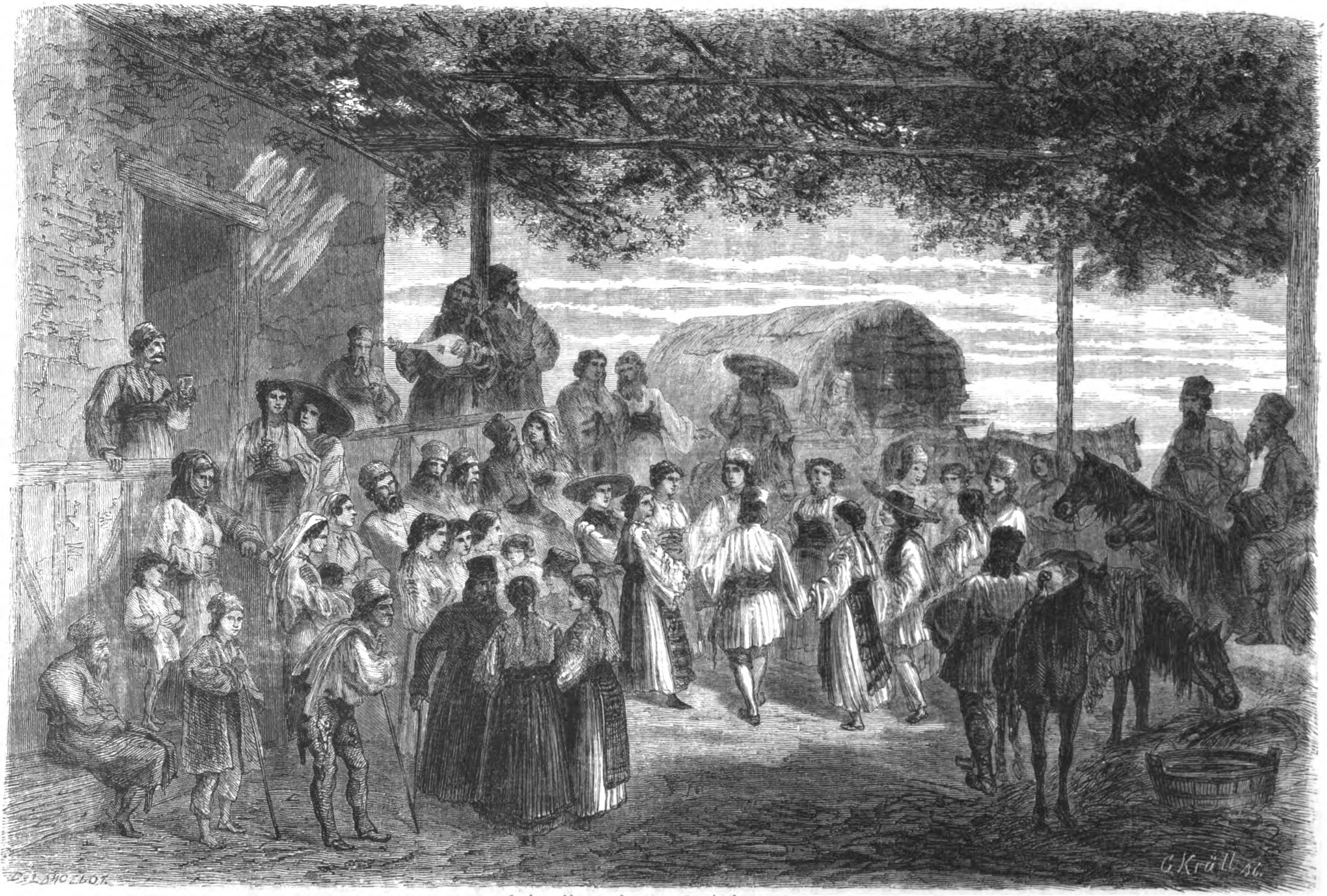
O horă în muntenească din 1860, desenată de Dieudonné Lancelot

Hora este un dans tradițional din România și Republica Moldova. Este un dans țărănesc care reunește într-un cerc mare întreaga adunare. Dansatorii se țin de mână, făcând 3 pași pe diagonală în față, D-S-D, urmați de bătaie cu S, apoi în spate, trei pași S-D-S,  bătaie cu D, totodată învârtind cercul, în principiu invers sensului acelor de ceasornic. Participanții cântă cu toții versurile cântecului fiind acompaniați de instrumentiști. Țambalul, acordeonul, vioara, viola, contrabasul, saxofonul, trompeta sau chiar naiul sunt instrumente care acompaniează de obicei o horă.
Se dansează hora la nunți sau la mari sărbători populare. Hora cea mai cunoscută este Hora Unirii.